# Tramlijn 59 (Haaglanden)
Tramlijn 59 van HTM is een voormalige tramlijn in de regio Haaglanden, in de Nederlandse provincie Zuid-Holland.

## Geschiedenis

### 2016-heden
- 11 december 2016: Lijn 59 werd ingesteld op het traject Scheveningen Noorderstrand - (Madurodam) - Centraal Station. De lijn was een vervanging  van lijn 9 op het traject Scheveningen - Madurodam vanwege afrondingswerkzaamheden en testritten in Scheveningen.
- 30 januari 2017: Lijn 59 werd opgeheven.